# Aventuras II
Aventuras II é o sexto álbum de estúdio da banda brasileira Blitz, lançado em 18 de novembro de 2016 pela Deckdisc, sendo o primeiro lançamento do grupo pela gravadora.

## Faixas
| N.º | Título                                     | Duração |  |
| 1.  | "Estrangeiro Aventureiro" (ft. Mccerte)    | 2:56    |  |
| 2.  | "Pode Ser Diferente"                       | 5:41    |  |
| 3.  | "O Último Cigarro"                         | 4:08    |  |
| 4.  | "Fominha" (ft. Zeca Pagodinho)             | 3:25    |  |
| 5.  | "Nu na Ilha" (ft. Os Paralamas do Sucesso) | 3:40    |  |
| 6.  | "Baile Quente" (ft. Frejat)                | 3:42    |  |
| 7.  | "Coração de Equilibrista"                  | 3:23    |  |
| 8.  | "Noku Pardal" (ft. Alice Caymmi)           | 3:26    |  |
| 9.  | "Martelinho de Ouro" (ft. Seu Jorge)       | 4:12    |  |
| 10. | "Julia, Leila e Edgar" (ft. Sandra de Sá)  | 4:07    |  |
| 11. | "Chacal Blues"                             | 4:16    |  |
| 12. | "O Rei do Gatilho"                         | 3:13    |  |
| 13. | "Nunca Joguei com Pelé"                    | 2:56    |  |

## Recepção da crítica
Mauro Ferreira, do G1, disse que: "Após (quase) 35 verões, a Blitz reaparece com álbum - o primeiro de músicas inéditas em sete anos - que aloca 28 convidados em 13 faixas. A produção é rica. Mas não a ponto de atenuar o fato de que o repertório autoral, inteiramente assinado pelo resistente Evandro Mesquita com diversos parceiros, soa irregular. Nesse quesito, o álbum anterior da banda, Eskute Blitz (2009), resultou ligeiramente superior, talvez por ter sido disco menos pretensioso e, por isso mesmo, mais espontâneo." 
José Telles, do UOL, disse que "Aos 64 anos, Evandro Mesquita, que é na verdade a Blitz, ainda tem o sotaque pesado de surfista Zona Sul carioca, mas o pique não é evidentemente o mesmo, e o mundo de hoje obviamente, não é o de 1982" 

## Músicos
- Evandro Mesquita: vocal, violão e guitarra
- Billy Forghieri: teclados
- Juba: bateria
- Rogério Meanda: guitarra
- Cláudia Niemeyer: baixo
- Andréa Coutinho: vocal de apoio
- Nicole Cyrne: vocal de apoio